# Американський ніндзя 5
Американський ніндзя 5 (англ. American Ninja V) — бойовик.

## Сюжет
Мистецтву східних рукопашних поєдинків американець Джо вчиться в Майстра Тетсу, але одного разу Джо і самому доводиться стати наставником: він повинен тимчасово наглядати за племінником свого вчителя, а Хіро — хлопчина, помішаний на комп'ютерах — і знати нічого не хоче ні про які ніндзя, нунчаки, теквондо і кікбоксери. Коли Джо і Хіро прийняли запрошення юної дівчини Лізи разом пообідати, вони не припускали, що її скоро викрадуть лиходії, спраглі пошантажувати її батька, відомого вченого. І тут з'явився Джо.

## У ролях
- Девід Бредлі — Джо Кастл
- Лі Рейс — Хіро
- Енн Дюпон — Ліза
- Пет Моріта — Майстер Тетсу
- Джеймс Лью — Гадюка
- Клемент Сейнт-Джордж — Глок
- Марко Фіоріні — простак
- Аарон Іпале — доктор Стробел
- Норман Бертон — посол Халден
- Тадасі Йамашіта — грає самого себе
- Хосе Гуанчес — ніндзя 1
- Вінсенте Перез — ніндзя 2
- Хосе Сальвадо — ніндзя 3
- Карлос Руїс — ніндзя 4
- Томмі Аріас — ніндзя 5
- Руфіно Перез — ніндзя 6
- Вісенте Васкес — ніндзя 7
- Фабріціо Маммоло — водій
- Тоні Морі — таксист
- Франсіско Морено — Еміль
- Хуліо Мухіка — м'ясник
- Фредді Альварадо — Рамон
- Альфредо Сандовал — Забіно
- Віктор Карденас — Віктор Лебон